# Gałęzice
Gałęzice is een plaats in het Poolse district  Kielecki, woiwodschap Święty Krzyż. De plaats maakt deel uit van de gemeente Piekoszów en telt 380 inwoners.